# Пирожков, Олег Олегович
Олег Олегович Пирожков (1941 — 28 января 1978) — советский педагог, организатор пионерского движения в Томске — создатель и руководитель Томского городского пионерского штаба (в период 1969 до 1978 годы).

## Биография
Родился в 1941 году. Вступил в пионеры в ноябре 1951 года.
С 1961 работал в школе № 58 учителем, затем работал старшим пионервожатым.
В 1969 году создал томский городской пионерский штаб, взяв за основу идею пионерского штаба Куйбышевского района г. Москвы, созданного в 1960 г. русским педагогом Штейнбергом Ефимом Борисовичем.
Всю жизнь отдал воспитанию детей.
Награждён грамотами городского и областного комитетов ВЛКСМ, горисполкома, значками ЦК ВЛКСМ «Лучшему вожатому», «50 лет Всесоюзной пионерской организации», «За активную работу с пионерами».
В 2012 году в Томске по адресу ул. Татарская, 16 — где раньше располагался пионерский штаб, О. О. Пирожкову установлена мемориальная доска.